# Podolepis tepperi
Podolepis tepperi là một loài thực vật có hoa trong họ Cúc. Loài này được (F.Muell.) D.A.Cooke miêu tả khoa học đầu tiên năm 1985.